# Richard Mpong
Richard Mpong (ur. 4 lipca 1990 w Tarkwie) – ghański piłkarz grający na pozycji prawoskrzydłowego. W swojej karierze wystąpił 6 razy i strzelił 1 gola w reprezentacji Ghany.

## Kariera piłkarska
Swoją piłkarską karierę Mpong rozpoczął w klubie All Blacks FC. W sezonie 2006/2007 zadebiutował w nim w pierwszej lidze ghańskiej. W latach 2007-2012 występował w Medeama SC, a w latach 2012-2015 w Asante Kotoko SC. Dwukrotnie wywalczył z nim mistrzostwo Ghany w sezonach 2012/2013 i 2013/2014. Zdobył też Puchar Ghany w 2014 roku. W latach 2016-2017 był piłkarzem Aduana Stars FC. W sezonie 2016 został z nim wicemistrzem, a w sezonie 2017 - mistrzem Ghany. Następnie grał w Elmina Sharks FC (2018), irackim Darbandikhan SC (2018-2019) i ponownie w Elmina Sharks (2019-2021), w którym zakończył karierę.

## Kariera reprezentacyjna
W reprezentacji Ghany Mpong zadebiutował 29 lutego 2012 w zremisowanym 1:1 towarzyskim meczu z Chile, rozegranym w Chester. Od 2012 do 2014 rozegrał w kadrze narodowej 6 meczów i strzelił 1 gola.